# Re-unión en vivo
Re-unión en vivo (o Re-unión 2006. En vivo) es el segundo álbum en vivo del grupo de rock argentino Todos Tus Muertos. Todos Tus Muertos se separaron en 2001, después de que surgiesen desavenencias sobre el futuro musical de la banda. Por entonces, Fidel Nadal y Pablo Molina abogaban por introducirse más en el reggae y la cultura rastafari, mientras que el resto de la banda apostaba por una vuelta al punk de sus comienzos. En 2004, tres de los integrantes originales decidieron resucitar la banda para una serie de conciertos. El 1 de abril de 2006 dieron un concierto en El Teatro (Buenos Aires) en el que grabaron este álbum.

## Lista de canciones
1. «Fallas»
(Todos Tus Muertos)
2. «Ábrete camino»
(The Doors)
3. «Mate»
(Nadal, Gutiérrez, Amin, Potenzoni)
4. «El camino real»
(Nadal, Molina, Gamexane)
5. «Rasta vive»
(Nadal, Molina, Gamexane, Potenzoni, Gutiérrez, Willy Calegari)
6. «Fiesta reggae-punky»
(Bob Marley/Lee Perry.)
7. «Los envidiosos»
(Molina, Nadal, Gutiérrez)
8. «Torquemada»
(Nadal, Amin, Gutiérrez, Potenzoni)
9. «Políticos»
(Gamexane, Nadal, Gutiérrez)
10. «Incomunicado»
(Todos Tus Muertos)
11. «El chupadero»
(Todos Tus Muertos)
12. «La gente que puso la sangre»
(Todos Tus Muertos)
13. «No te la vas a acabar»
(Nadal, Gamexane, Gutiérrez, Potenzoni)
14. «Dale aborigen»
(Nadal, Gutiérrez, Amin)
15. «Tango traidor»
(Todos Tus Muertos)
16. «El espejo»
(Todos Tus Muertos)

## Personal
- Pablo Molina: voz principal.
- Félix Gutiérrez: bajo y coros.
- Horacio «Gamexane» Villafañe: guitarra y coros.
- Christian Fabrizio: batería.

### Músicos adicionales
- Germán Álvarez: teclados.
- Martín «La Mosca» Lorenzo: percusión
- Cristian Aldana: guitarra en «Políticos» y voz en «Incomunicado».
- Claudio O'Connor: voz en «El chupadero».
- Gustavo López: voz en «Tango traidor».

## Personal técnico
- Pappi Guerrina: técnico de sonido y mezclas.
- Ian Sonik: grabación en directo y producción
- Kike Núñez: maquetación.
- Paaula Garruba: fotografías en vivo.